# Benigna Schönhagen
Benigna Schönhagen (* 14. August 1952) ist eine deutsche Historikerin.

## Leben
Schönhagen studierte Geschichte, Geographie und Germanistik und wurde 1991 mit einer Arbeit zur Geschichte Tübingens in der Zeit des Nationalsozialismus promoviert.
Sie war von 2001 bis 2018 Leiterin des Jüdischen Kulturmuseums Augsburg-Schwaben und ist Autorin vieler Beiträge zur Landesgeschichte, insbesondere zur regionalen Zeitgeschichte. 2017 wurde sie zur Honorarprofessorin an der Universität Tübingen ernannt.

## Ehrungen
- 2012: Verdienstkreuz am Bande der Bundesrepublik Deutschland
- 2019: Obermayer German Jewish History Award[1]

## Werke (Auswahl)
- Das Gräberfeld X. Eine Dokumentation über NS-Opfer auf dem Tübinger Stadtfriedhof (= Kleine Tübinger Schriften. Bd. 11). Tübingen 1987. Siehe auch https://graeberfeldx.de/.
- Tübingen unterm Hakenkreuz. Eine Universitätsstadt in der Zeit des Nationalsozialismus (= Beiträge zur Tübinger Geschichte. Bd. 4). Stuttgart 1991 (Druckfassung der Dissertation).
- „Ja, es ist ein weiter Weg von der Judenschule in Laupheim bis hierher...“. Kilian von Steiner und Laupheim (= Spuren. Bd. 42), hrsg. von der Schiller-Gesellschaft Marbach. Marbach a. N. 1998.
- Jüdisches Laupheim. Einladung zu einem Gang durch die Stadt (= Orte jüdischer Kultur. Bd. 4). Haigerloch 1998.
- Von Menschen und Maschinen. Industriekultur in Baden-Württemberg. Stuttgart 1999 (in Zusammenarbeit mit Kerstin Laschewski und Wilfried Setzler).
- Jüdisches Tübingen. Schauplätze und Spuren (= Orte jüdischer Kultur. Bd. 11). Haigerloch 1999 (in Zusammenarbeit mit Wilfried Setzler).
- Jüdisches Krumbach-Hürben. Einladung zu einem Rundgang (= Orte jüdischer Kultur. Bd. 22). Haigerloch 2003 (in Zusammenarbeit mit Herbert Auer).
- Das „Dritte Reich“  in der Ortsgeschichte. In: „Der furnembste Schatz“. Ortsgeschichtliche Quellen in Archiven. Vorträge eines quellenkundlichen Kolloquiums im Rahmen der Heimattage Baden-Württemberg am 23. Oktober 1999 in Pfullingen. Eine Publikation der Landesarchivdirektion Baden-Württemberg. Hrsg. von Nicole Bickhoff und Volker Trugenberger. Stuttgart 2001, S. 17–32 (online).
- Die Synagoge in Augsburg. Ein Rundgang (= Orte jüdischer Kultur). Haigerloch 2006.
- „… ein treuer und gewissenhafter Diener und Helfer …“. Der Schwäbische Heimatbund in der NS-Zeit. In: Schwäbische Heimat 2009/2, S. 144–155 (online).
- Stadt und Universität Tübingen in der NS-Zeit. In: Urban Wiesing (Hrsg.): Die Universität Tübingen im Nationalsozialismus (= Contubernium, Bd. 73). Steiner, Stuttgart 2010, S. 731–758, ISBN 978-3-515-09706-2.
- (mit Wilfried Setzler und Hans-Otto Binder): Kleine Tübinger Stadtgeschichte. 2. Aufl. Silberburg-Verlag, Tübingen 2013, ISBN 978-3-8425-1287-0.
- (Hrsg.): Wiederhergestellte Synagogen.Raum - Geschichte - Wandel durch Erinnerung. Hentrich & Hentrich, Berlin 2016, ISBN 978-3-95565-141-1.
- (Hrsg.): Eine Erinnerung ist eine Erinnerung ist eine Erinnerung? Judaica aus dem Umfeld der Synagoge Kriegshaber. Hentrich & Hentrich, Berlin 2018, ISBN 978-3-95565-248-7.
- Das Jüdische Kulturmuseum Augsburg-Schwaben 2006–2018. Kunstverlag Josef Fink, Lindenberg 2018, ISBN 3-95976-140-6.
- Der Jüdische Friedhof Wankheim. Stätte der Erinnerung, historisches Dokument und Gedenkort (= Schriftenreihe des Fördervereins für Jüdische Kultur in Tübingen e.V., Bd. 2). Verlag der faire Kaufladen, Tübingen 2021.
- (Hrsg. mit Henning Tümmers und Stefan Wannenwetsch): Entgrenzte Anatomie. Eine Tübinger Wissenschaft und der Nationalsozialismus (= Schriften des Museums der Universität Tübingen, MUT, Bd. 26). MUT, Tübingen 2023, ISBN 978-3-949680-05-2.
- (Hrsg. mit Wilfried Setzler): Jüdisches Schwaben. Neue Perspektiven auf das Zusammenleben von Juden und Christen (= Landeskundig, Bd. 7). Thorbecke, Ostfildern 2024, S. 165–187, ISBN 978-3-7995-2076-8.